# 499
Năm 499 là một năm trong lịch Julius. 

## Sự kiện
- Kavadh I của Ba Tư hạ bệ em mình Djamasp và khôi phục ngôi vị vua Ba Tư.